# Arthur Mäkelt
Gustav Arthur Mäkelt (* 2. Mai 1881 in Dresden; † 9. August 1971 in Berlin-Schöneberg) war ein deutscher Architekt und Hochschullehrer.

## Leben

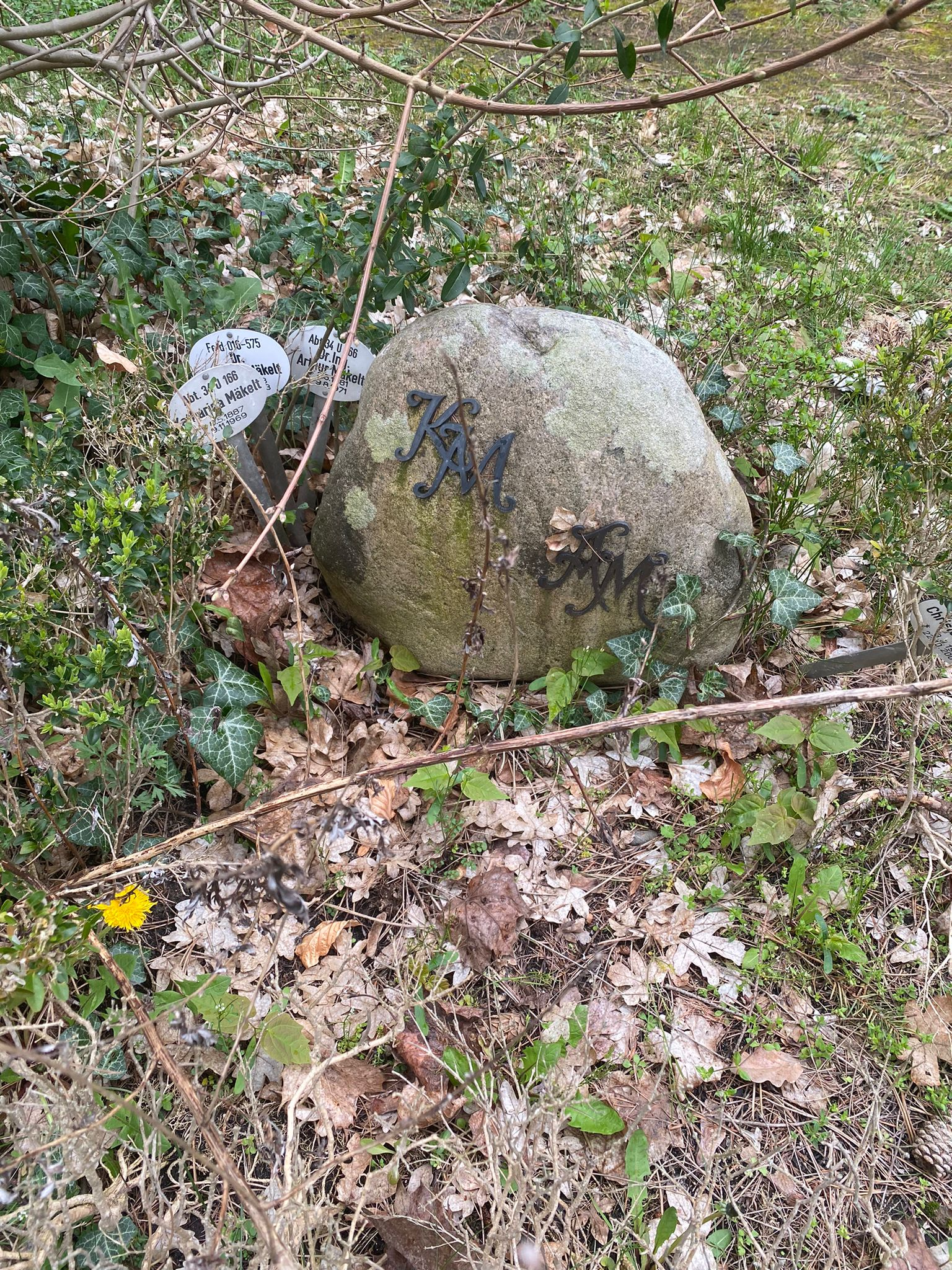
Grabstätte auf dem Friedhof Zehlendorf

### Familie
Arthur Mäkelt wurde als Sohn des Kaufmanns Friedrich August Mäkelt und dessen Ehefrau Antonie Helene Mäkelt geb. Zieger am 2. Mai 1881 um 13 Uhr in deren Wohnung im Haus Löbtauer Straße 14 in Dresden geboren. Bei Elternteile gehörten der evangelisch-lutherischen Kirche an, sodass auch der Sohn evangelisch-lutherisch getauft wurde. Er heiratete am 3. August 1912 in (Berlin-)Charlottenburg Katharina Klara Erna Baumgaertner, die als Tochter des Kaufmanns Johann Heinrich Baumgaertner und dessen Ehefrau Johann Friederika Baumgaertner geb. Trebbin am 8. Mai 1887 in Berlin zur Welt gekommen war und am 25. November 1969 in Berlin-Zehlendorf starb. Die Eheleute ruhen auf dem Friedhof Zehlendorf (Feld 016-575). Die Grabstätte ist heute verwaist. 

### Beruf

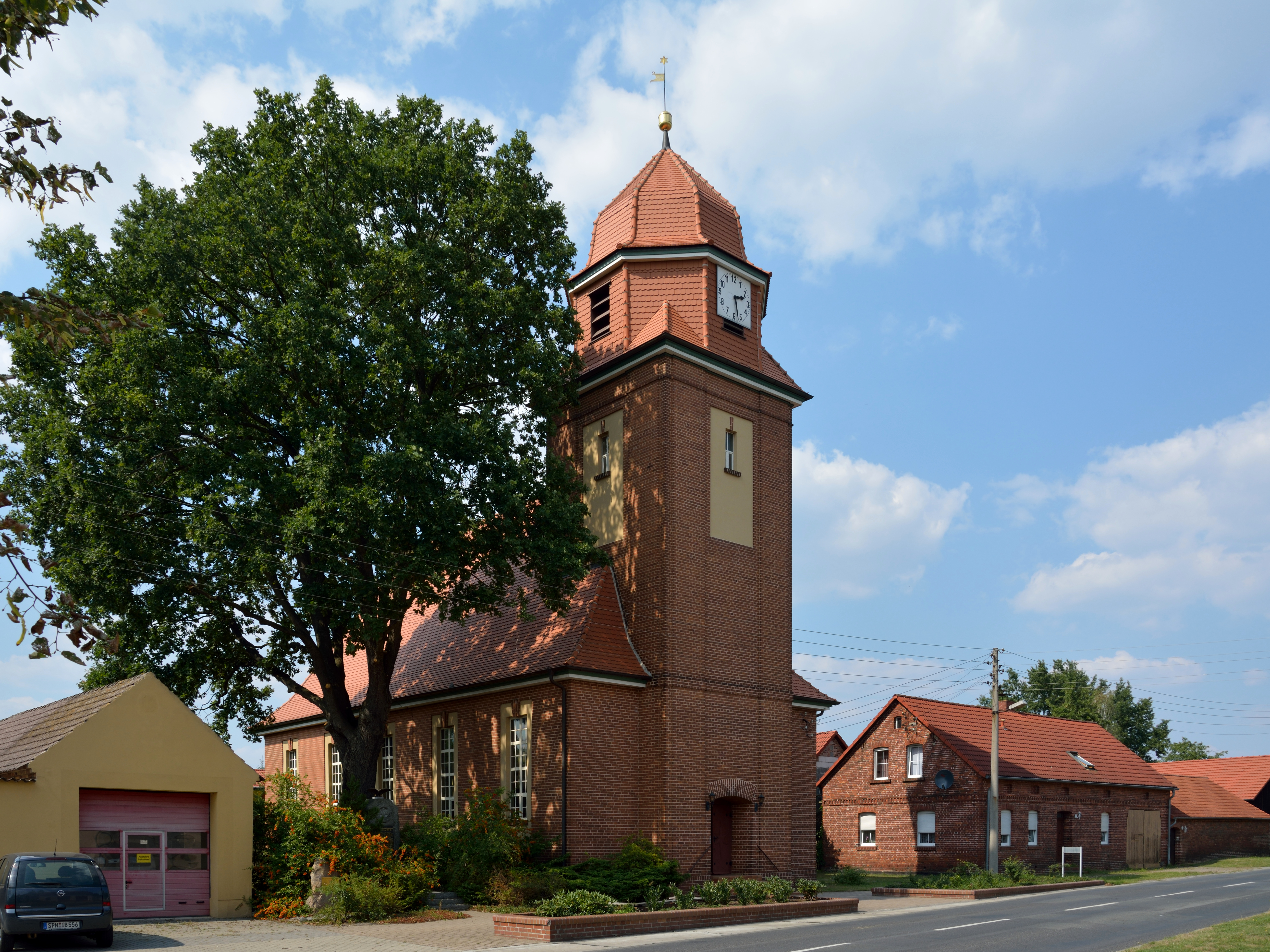
Dorfkirche Proschim

Nach seinem Studium promovierte Mäkelt 1906 bei Cornelius Gurlitt an der Technischen Hochschule Dresden mit einer Dissertation über „Mittelalterliche Landkirchen aus dem Entstehungsgebiete der Gotik“. Er widmete sich beruflich zunächst dem Landkirchenbau in der Provinz Brandenburg. Als sein Werk gelten u. a. die Dorfkirche Döbbrick (1911) und die Dorfkirche Proschim (1914–1919). 1913 gewann er den ersten Preis im Architektenwettbewerb für den Neubau der katholischen Pfarrkirche St. Michael in Saarbrücken, mit dessen Bau schließlich aber Hans Herkommer beauftragt wurde.
Sein eigenes, selbst geplantes und 1921 bezogenes Wohnhaus Schweitzerstraße 30 in Berlin-Zehlendorf steht heute unter Denkmalschutz.

„Vom 24. Januar 1920 bis zum 21. November 1929 wirkte Arthur Mäkelt als Privatdozent, vom 22. November 1929 bis zum 28. Januar 1934 als nichtbeamteter außerordentlicher Professor und vom 1. März 1938 bis 1945 als ordentlicher Professor für Konstruktions- und Formenlehre der geschichtlichen Baukunst, Werklehre und Handwerkskunst in der Abteilung I für Architektur (ab 1922 Fakultät II für Bauwesen in der Fachabteilung für Architektur und mit Wirkung vom 1. September 1940 Fakultät II A für Architektur) an der Technischen Hochschule Berlin.“

## Schriften (Auswahl)
- Mittelalterliche Landkirchen aus dem Entstehungsgebiete der Gotik. (Dissertation) Leipzig 1906. (als Reprint: Reprint-Verlag, Leipzig 1999, ISBN 3-8262-1306-8)
- Baustoffe. B. G. Teubner Verlagsgesellschaft, Leipzig 1951.